# Kleurenleer van Goethe
De kleurenleer van Goethe behelst de visie van de Duitse dichter en natuuronderzoeker Johann Wolfgang von Goethe 1749-1832 op het wezen van kleuren zoals hij die uiteenzet in zijn boek Zur Farbenlehre, 'Over de kleurenleer', uit 1810.

## Achtergrond
Goethe wijdde een groot deel van zijn leven aan de bestudering van kleuren en andere natuurwetenschappelijke verschijnselen. Hoewel Goethe vooral als dichter bekend is geworden, zag hij zelf zijn natuurwetenschappelijke werk als zijn grootste verdienste. Tegen zijn vriend en medewerker Johann Peter Eckermann zei Goethe aan het einde van zijn leven:

Auf Alles was ich als Poet geleistet habe, bilde ich mir gar nichts ein. [...] Daß ich aber in meinem Jahrhundert in der schwierigen Wissenschaft der Farbenlehre der Einzige bin, der das Rechte weiß, darauf tue ich mir etwas zu gute. (19 februari 1829). 
 Over alles wat ik als dichter gepresteerd heb, beeld ik mij helemaal niks in. [...] Maar dat ik in mijn eeuw in de moeilijke wetenschap van de kleurenleer de enige ben, die het juiste weet, dat verschaft mij enig genoegen.

Ook sprak hij: 

Es gereut mich auch keineswegs daß [ich die Farbenlehre geschrieben]; obgleich ich die Mühe eines halben Lebens hinein gesteckt habe. Ich hätte vielleicht ein halb Dutzend Trauerspiele mehr geschrieben, das ist alles und dazu werden sich noch Leute genug nach mir finden. (1 februari 1827) 
 Het spijt me ook geenszins dat [ik de kleurenleer geschreven heb]; hoewel ik er de moeite van een half leven in gestoken heb. Ik zou misschien een half dozijn treurspelen meer geschreven hebben, dat is alles en daarvoor zullen er nog genoeg mensen na mij komen.

## Licht en duisternis

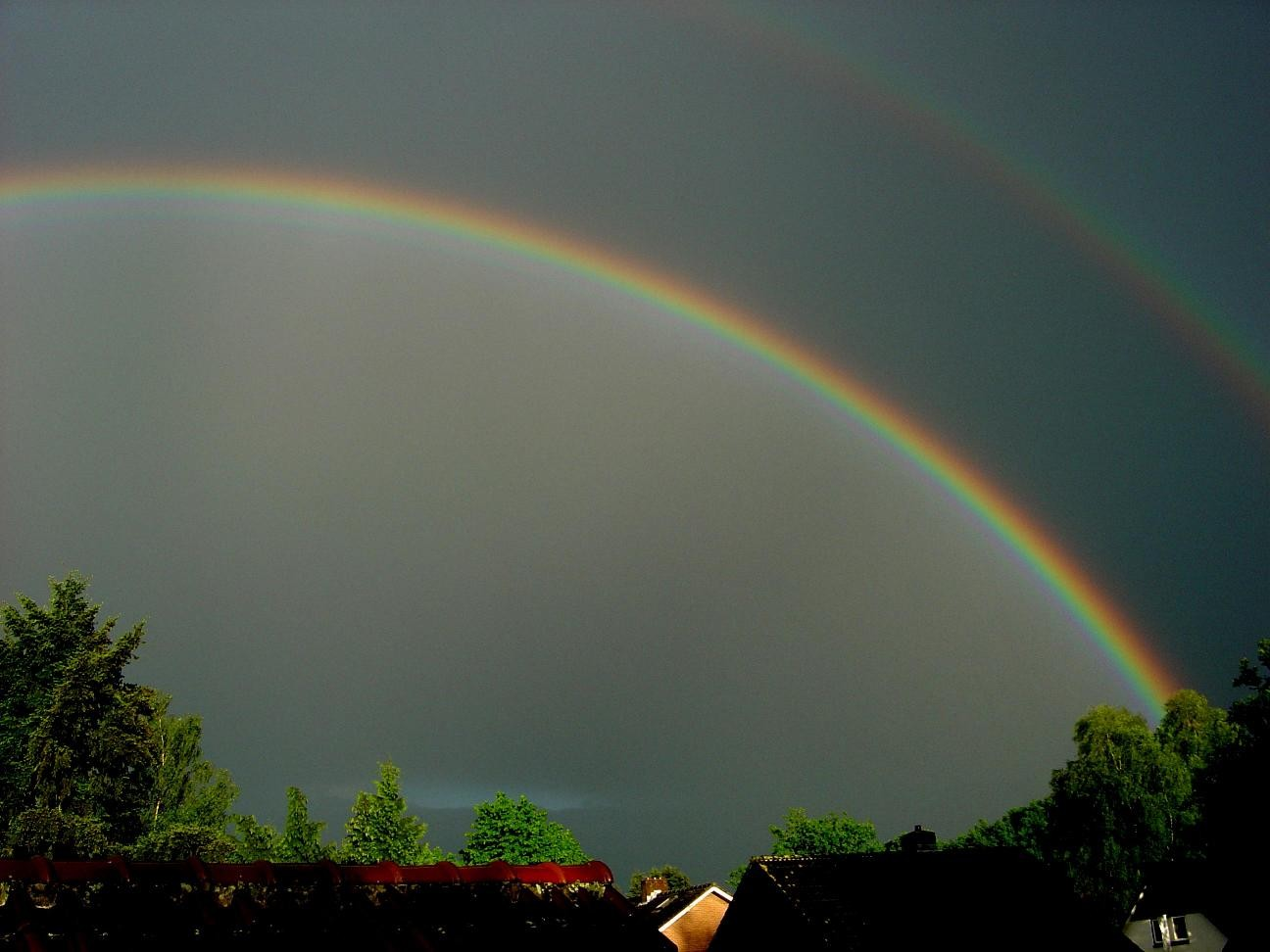
Eerste en tweede regenboog te Vierhouten met donkere band van Alexander ertussen.

Goethe gaat uit van direct waarneembare verschijnselen: fenomenen. Het is een kleurenleer, geen theorie over kleuren. Goethe gaf in zijn kleurenleer ruimte voor gevoelservaringen die opgewekt worden bij de mens. Het waarnemen van een kleur is dus een innerlijk fenomeen, tenminste voor de mens die zijn gevoel niet onderdrukt. Goethe maakte bij de ontwikkeling van zijn kleurenleer veelvuldig gebruik van inzichten van kunstschilders die uitdrukten hoe zij de kleuren ervoeren.
Goethe ziet de duisternis als een waarneembaar fenomeen: als de polaire tegenhanger van licht. Op deze dualiteit van licht en duisternis heeft Goethe zijn kleurenleer gebaseerd. Kleuren ontstaan volgens Goethe uit de wisselwerking of 'menging' van licht en duisternis. Voor de interactie tussen licht en duisternis is een troebel medium, zoiets als de ether, nodig. Dat troebel medium kan een gas, vloeistof of vaste stof zijn, zoals lucht, water of glas. In volledig licht of volledige duisternis is geen menging mogelijk en ontstaat er geen kleur.
Volgens Goethe zijn er twee basiskleuren: hemelsblauw of cyaan en geel. Cyaan ontstaat door de aanschouwing van donker door licht heen, zoals we overdag de hemel zien. 's Nachts is de hemel zwart, maar als de atmosfeer door zonlicht wordt verlicht nemen we die zwarte hemel als hemelsblauw waar. Andersom ontstaat geel door de aanschouwing van licht door donker heen, zoals we wit zonlicht als geel waarnemen door de relatief donkere atmosfeer. Deze twee kleuren zijn oerfenomemen: fenomenen die niet tot andere fenomenen kunnen worden herleiden. De kleuren cyaan en geel ontstaan voor onze ogen als verschijnselen zonder dat ze daarvoor aanwezig waren. Dit is in overeenstemming met de leer van de verschijnselen, de fenomenologie.
Hetzelfde verschijnsel doet zich bij een kaarsvlam voor in een donkere ruimte. De vlam is aan de onderkant hemelsblauw waar de relatief zuivere lucht de vlam in wordt gezogen. Er is weinig vermenging van de duisternis achter de kaarsvlam met het licht in de vlam, net als in de atmosfeer. Het licht in de kaarsvlam iets verder van de oorsprong is geel omdat het vertroebeld wordt in het medium van verbrandingsgassen.
Door bovenstaande waarnemingen kwam Goethe tot de conclusie dat kleuren ontstaan door de wisselwerking tussen licht en donker. Als licht wordt vertroebeld door donker zien we geel en als donker door licht wordt vertroebeld ontstaat blauw.

### Intensivering
Uit de polariteit van de oerfenomenen blauw en geel die ontstaan waar licht en duisternis elkaar voor het eerst ontmoeten, verklaarde Goethe alle andere kleuren. Dat gebeurt via het proces van intensivering, van Steigerung van de twee kleuren blauw en geel.

Rot [=magenta] nehmen wir also vorerst als keine eigene Farbe an, sondern kennen es als eine Eigenschaft, welche den Gelben und Blauen zukommen kann. Rot steht weder dem Blauen als dem Gelben entgegen; es entsteht vielmehrs aus ihnen; es ist ein Zustand, in den sie versetzt werden können, und zwar wie wir hier vorläufig sehen, durch Verdichtung und durch Aufeinanderdrängung der Teile. 
 Rood kennen we dus niet als een zelfstandige kleur, maar als een eigenschap die geel en blauw kunnen krijgen. Rood staat tegenover blauw noch geel, het ontstaat veeleer uit hen. Het is een toestand waarin ze geplaatst kunnen worden en wel zoals we hier voorlopig zien, door verdichting en door opeenhoping van de delen.
— Goethe

#### Licht
Bij intensivering van geel verschijnt eerst de kleur oranje en bij nog grotere intensivering de kleur rood. De ondergaande zon wordt eerst oranje en dan rood als het witte licht een steeds langere weg door de atmosfeer aflegt en er dus steeds meer interactie is met de duisternis. Hetzelfde fenomeen is waarneembaar aan de randen van een kaarsvlam waar veel afvalstoffen leiden tot een intensievere wisselwerking tussen licht en duisternis.

#### Duisternis
Bij intensivering van cyaan ontstaat eerst indigo en bij nog grotere intensivering violet. Deze kleuren zijn zichtbaar aan de hemel tegenover de ondergaande rode zon, of aan de hemel hoog in de bergen. De oorzaak ligt volgens Goethe in de grotere interactie van de sterke duisternis met het weinige licht. Dit kan men ook waarnemen in de regenboog: aan de donkere zijde zien we rood en aan de lichte zijde violet. Ook bij de iris of het regenboogvlies van het oog is dat bij nauwkeurige waarneming naast de eigen kleur van het oog tussen het wit van het oog en de donkere pupil te zien.

#### Kleurencirkel

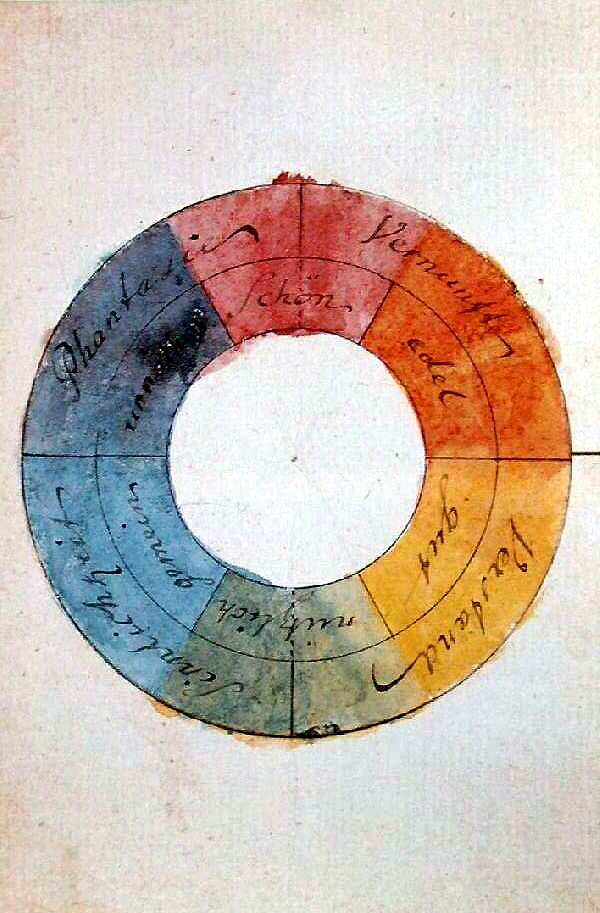
Kleurencirkel, in waterverf van Goethe, 1809, Origineel: Freies Deutsches Hochstift – Frankfurter Goethe-Museum

De geelachtige kleuren en de blauwachtige kleuren worden in een kleurencirkel verbonden door groen en tevens aan de geïntensiveerde zijde door magenta (door Goethe purper genoemd). Groen werd beschouwd als harmonisch en neutraal, als de groene natuur van de vegetatie, warm noch koud, tussen de oerfenomenen blauw en geel in. Magenta zag hij als een kleur die zowel warmte als koude in zich draagt, inliggende tussen de geïntensiveerde kleuren rood en violet. Het is de kleur magenta die als synthese van geïntensiveerde kleuren van de duistere en de lichte zijde, door sommigen als transcendent ervaren wordt.
Schematisch kunnen deze kleuren in een soort davidster weergegeven worden door twee gelijkzijdige driehoeken in elkaar:
- een driehoek met de punt omhoog: linksonder cyaan, rechtsonder geel, boven magenta.
- een driehoek met de punt omlaag: linksboven violet, rechtsboven rood, onder groen.

De bovenste driehoek zijn de primaire kleuren zoals in de subtractieve kleurmenging worden gebruikt (zoals bij kleurendruk en schilderen). De onderste driehoek zijn de basiskleuren zoals bij additieve kleurmenging worden gebruikt (zoals bij televisie of beamer). De kleuren die tegenover elkaar staan zijn complementaire kleuren. In de afbeelding hiernaast ziet men deze davidster in cirkelvorm door Goethe geschilderd, met daarin de menselijke gevoelswaarden.

### Prismatische experimenten

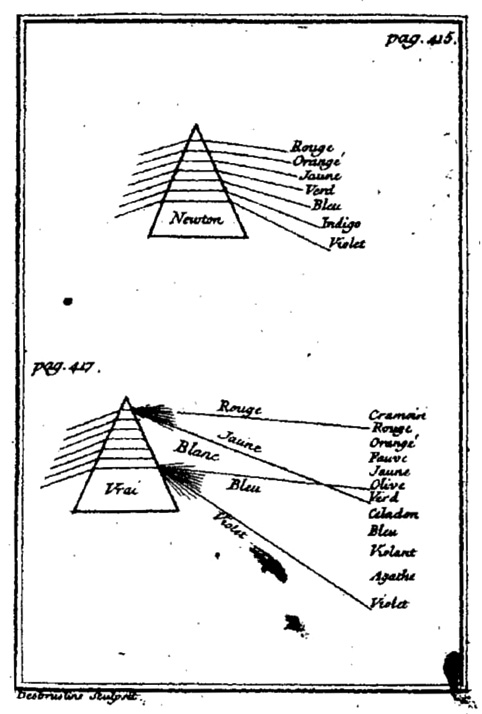
Vergelijking door Castel uit 1740 tussen de waarneming van Newton en de voorgestelde kleurenleer

Licht spectrum

Donker spectrum

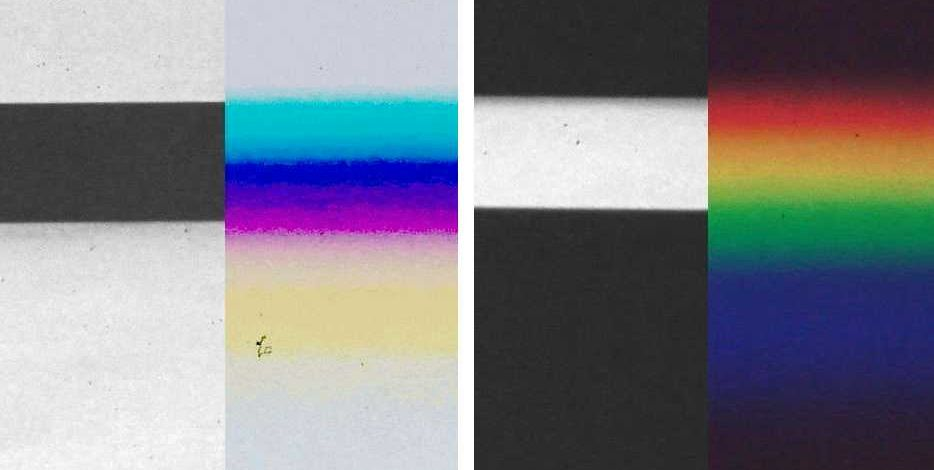
Donker en licht spectrum
links: donker tegen lichte achtergrond
rechts: licht tegen donkere achtergrond

Wanneer in een lichtbundel een prisma geplaatst wordt, zal het prisma een licht spectrum laten ontstaan, overeenkomend met de kleuren van de regenboog. Dit is het beste zichtbaar in camera obscura-opstelling in een donkere ruimte, waarbij het gat zich tussen de lichtbron en het prisma bevindt. Aan de andere kant van het prisma is vanaf een zekere afstand het spectrum zichtbaar. Houdt men het projectiescherm te dicht bij het prisma, dan zijn alleen geel en rood aan één zijde, en cyaan en violet aan de andere zijde te zien: de middenkleur groen ontbreekt dan.
Een donkerspectrum ontstaat juist door in een lichtruimte een ondoorzichtig voorwerp vóór of na het prisma te plaatsen. Het prisma laat dan in de schaduw van het voorwerp een spectrum zien dat complementair is aan dat van de regenboog. Aan de randen ontstaan eerst geel en cyaan, en bij voldoende afstand van het projectiescherm magenta in het midden.
Goethe verwijst in zijn historisch overzicht naar een artikel van Louis Bertrand Castel uit 1740. Daarin komt het verschil tussen breking en licht-donker dualiteit goed tot uiting. Volgens Newton wordt het witte licht door een prisma gebroken in zeven kleuren op een lineaire schaal zichtbaar in het spectrum: rood, oranje, geel, groen, blauw, indigo, violet. Volgens Louis Castel daarentegen ontstaan de kleuren vanuit de overgang van licht en duister zoals hierboven beschreven. Deze kleuren zijn de basis van Goethes kleurenleer. Zijn kleurencirkel komt voort uit de combinatie van het lichte en het donkere spectrum. De beide middenkleuren groen en magenta, die complementair aan elkaar zijn, verbinden dan de beide eindige spectra tot een oneindige harmonische cirkel. De uitersten (monochromatisch) violet en rood tezamen in één primaire kleur magenta, passen daardoor weer naast elkaar. Daardoor is van een begin en eind geen sprake meer: vergelijk de Ouroboros.

### Innerlijke fenomenen, zielenkrachten
Genoemd is hiervoor al de ervaring van koude en warme kleuren vanuit de duisternis en het licht. In de afbeelding van de kleurencirkel bovenaan rechts staan die naast elkaar horizontaal; links koel en rechts warm. Bij elke kleur ervoer Goethe een bepaald gevoel zoals hij daarbij heeft geschreven.
Aan de kleur magenta, die dus niet in de lichte regenboog voorkomt, wordt door sommigen een speciale betekenis toegekend. Bij de rooms katholieken wordt magenta (purper) gebruikt voor de Advents- en de Vastentijd, op Goede Vrijdag, op boete- en voorbereidingsdagen alsmede bij begrafenissen. Volgens Goethe draagt magenta de gevoelswaarde van zowel warm als koude tegelijk. Vandaar de relatie met het menselijk bloed qua kleur en de gevoelens van het hart dat het bloed doet stromen.
Volgens Goethe was er niets zo volmaakt als wit licht (heel kan men ook zien als synoniem voor heilig). Zijn leer sluit aan bij de symboliek van de tegenstelling licht en duisternis (goed en kwaad, vreugde en verdriet enz.). Als fenomeen betrekt hij daar dan ook de psychologisch werking op het gevoel bij, ofwel de "stemming" die het in de "ziel" opwekt. Dus zowel objectief als subjectief.
Goethe heeft het dus niet over een reductionistische theoretische beschouwing van uitsluitend uiterlijk zichtbare kleuren, zoals men die tegenwoordig kent als trillende energie van een bepaalde frequentie of golflengte. Dat zijn abstracties, net zoals men wit licht kan zien als een stochastische beweging van energie, in plaats van opgebouwd uit een aantal vaste frequenties. Wiskundig kan men met fouriertransformaties dit wel in elkaar omrekenen, maar het diepere wezen van het witte licht blijft toch verborgen. Dat kan men zich enigszins realiseren door te bedenken dat sterrenlicht van verschillende sterren ook onderling verschillend is. De wisselwerking van energie en materie (licht en duisternis) van elke ster wordt medegedeeld door zijn "eigen" uitgestraalde licht. Daarom heeft elke ster in zijn lichtspectrum zijn eigen "handtekening" ofwel zijn eigen "individuele heelheid".
In zijn autobiografische roman "Dichtung und Wahrheit" maakte Goethe meermalen melding van zijn bijzondere waarnemingsvermogen. 
Overigens was hij als vrijmetselaar ook vertrouwd met lichtsymboliek. Centraal staat daar "het licht dat schijnt in de duisternis" "En de duisternis heeft het niet begrepen, en het licht is het leven der mensen." (Bijbelteksten, respectievelijk: Johannes 1:5; Johannes 1:5-6.)
In het hoofdstuk Allegorischer, symbolischer, mystischer Gebrauch der Farbe beschrijft Goethe hoe uit de oerfenomenen geel en blauw met zijn intensivering in rood (en de tegenhanger violet) en de vereniging daarvan (in magenta en groen), een nieuw transcendent (verticaal in de kleurencirkel) duaal gevoelsfenomeen bij de aanschouwing ontstaat. Goethe beriep zich hierbij bij de duiding van zijn gevoelens op theosofische leringen en natuurfilosofie die in zijn jeugd centraal stonden, zoals de lering van Elohim (God der goden). Rond magenta ervoer hij de goddelijke ziele-eigenschappen schoonheid, rede en fantasie en zijn duale schaduwprojecties in de mens en de natuur. Rond groen ervoer hij het aardse natuur, verstand en sensualiteit.

Wenn man erst das Auseinandergehen des Gelben und Blauen wird recht gefaßt, besonders aber die Steigerung ins Rote(=magenta) genugsam betrachtet haben, wodurch das Entgegengesetzte sich gegeneinander neigt, und sich in einem Dritten vereinigt, dann wird gewiß eine besondere geheimnisvolle Anschauung eintreten, daß man diesen beiden getrennten, einander entgegengesetzten Wesen eine geistige Bedeutung unterlegen könne, und man wird sich kaum enthalten, wenn man sie unterwärts das Grün und oberwärts das Rot hervorbringen sieht, dort an die irdischen, hier an die himmlischen Ausgeburten der Elohim zu gedenken. Doch wir tun besser, uns nicht noch zum Schlusse dem Verdacht der Schwärmerei auszusetzen, um so mehr als es, wenn unsre Farbenlehre Gunst gewinnt, an allegorischen, symbolischen und mystischen Anwendungen und Deutungen, dem Geiste der Zeit gemäß, gewiß nicht fehlen wird.
Als men vooreerst het uit elkaar gaan van het geel en het blauw goed heeft begrepen, in het bijzonder echter de intensivering naar het rood afdoende beschouwd heeft, waardoor het tegengestelde zich naar elkaar toe neigt, en zich in een derde verenigt, dan zal zeker een bijzondere en geheimzinnige intuïtie intreden, dat men deze beide gescheiden, aan elkaar tegengestelde essenties een geestelijke betekenis zou kunnen toeschrijven, en men zal zich nauwelijks inhouden, als men deze benedenwaarts het groen en bovenwaarts het rood produceren ziet, om in het eerste geval aan de aardse, in het tweede geval aan de hemelse emanaties van Elohim te denken. Maar we doen er beter aan, niet tot slot nog de verdenking van dweperij op ons te laden, temeer daar het, indien onze kleurenleer de publieke gunst wint, aan allegorische, symbolische en mystieke toepassingen en duidingen, overeenkomstig de tijdsgeest, zeker niet zal ontbreken.
— Goethe

## Rood en purper, magenta bij Goethe
De naam "magenta" als kleuraanduiding is ontstaan na de veldslag in 1859 bij de Italiaanse plaats Magenta, toen de velden "rood" (magenta dus) waren van het bloed. De kleurenleer was al geschreven in 1810, ruim voor die naamgeving dus. Goethe gebruikte toen voor wat tegenwoordig bekend is als de kleur 'magenta' de naam 'purper', maar ook vaak 'rood'. Dat is verwarrend en men dient uit de context te begrijpen wanneer magenta of rood is bedoeld. Wanneer geel door intensivering via oranje en dan rood wordt, is het nu bekende rood bedoeld. Maar in de Duitse teksten in dit lemma wordt met "rot", niet rood maar de huidige kleur magenta bedoeld. Die komt uit de vereniging van verhevigde kleuren vanuit zowel geel en cyaan als (geheel nieuwe) derde kleur. Magenta is een primaire kleur die niet in de regenboog voorkomt. Bij de theorie van Newton komt hij dus niet voor, die gaat uit van het spectrum van de regenboog, waarin uitsluitend monochromatische kleuren voorkomen.

## Kritiek
Weinigen hadden en hebben waardering voor Goethes natuurwetenschappelijke werk. In het algemeen accepteert de wetenschap de leer van Isaac Newton: wit licht is de combinatie van verschillende kleuren die door lichtbreking in een prisma zichtbaar gemaakt kunnen worden. Kleuren ontstaan volgens Newton dus niet door interactie tussen licht en duisternis. Ook kende Newton geen (gevoel)betekenissen toe aan kleuren. In het onderwijs, behalve op de vrije school volgens Rudolf Steiner, onderwijst men de theorie van Newton en kleurencirkel van Johannes Itten.
De leer van Newton past in het huidige wetenschappelijk materialistische paradigma, terwijl de leer van Goethe afwijkt van deze benadering. Goethe benadert kleuren niet vanuit zuiver fysisch oogpunt, maar vanuit zintuiglijk waarneembare verschijningsvormen als fenomenen. Hij beschrijft datgene wat ieder mens met zijn zintuigen kan waarnemen en betrekt daar karaktereigenschappen bij. Goethe komt niet tot een fysische verklaring, hypothese of theorie.
Opvallend is dat Goethe het aanvankelijk eens was met Newton. Maar nadat hij zelf experimenten met een prisma uitvoerde, zag hij geen kleuren ontstaan. Hij deed het experiment echter waarschijnlijk op een mistige dag, waardoor wit licht uit vele hoeken het prisma binnentrad. De niet waarneembare ontstane spectra volgens de theorie van Newton komende uit al deze hoeken leveren samen weer wit licht op. Volgens Goethe is het echter een ander soort wit licht; volgens hem zou je kunnen zeggen dat het witte licht door de duisternis in het prisma is verontreinigd. 

Later zag hij door een prisma wel kleuren, vooral aan de randen van ramen. Het viel hem op dat kleuren in het algemeen vooral ontstaan aan de randen tussen licht en duisternis. Dit was voor hem het bewijs dat uit de wisselwerking tussen licht en duisternis zelf kleuren ontstaan. Hierop bouwde hij zijn leer.
Sommige moderne natuurwetenschappers, onder andere Henri Bortoft, en Reinhold Sölch staan meer open voor Goethes kleurenleer. Een toelichting op de controverse tussen Goethe en Newton is te vinden bij kleurenwetenschapper Van Renesse.